# Thuốc cường dương

Một vỉ thuốc cường dương Maxman

Thuốc cường dương là thuốc giúp cho sự cương của dương vật hoặc kéo dài thời gian cương của bộ phận này trong quá trình giao hợp. Thuốc này còn chữa các chứng bệnh rối loạn cương dương, hoặc đơn giản chỉ phục vụ nhu cầu tình dục kéo dài của một số đối tượng.
Cần phân biệt thuốc kích dục với thuốc cường dương. Tác dụng của hai thuốc này không hề giống nhau. Thuốc kích dục làm gia tăng khả năng ham muốn tình dục, trong khi đó thuốc cường dương thì lại không kích thích chuyện ham muốn, chúng chỉ có tác dụng để bộ phận sinh dục nam cương lên và cương lâu mà thôi. Một bên kích dục là dẫn xuất của hoóc môn sinh dục nam, một bên cường dương là thuốc tác động lên hệ mạch, vì vậy chúng không giống nhau.

## Danh sách các thuốc rối loạn cường dương của Tây Y

Kẹo sâm Hamer

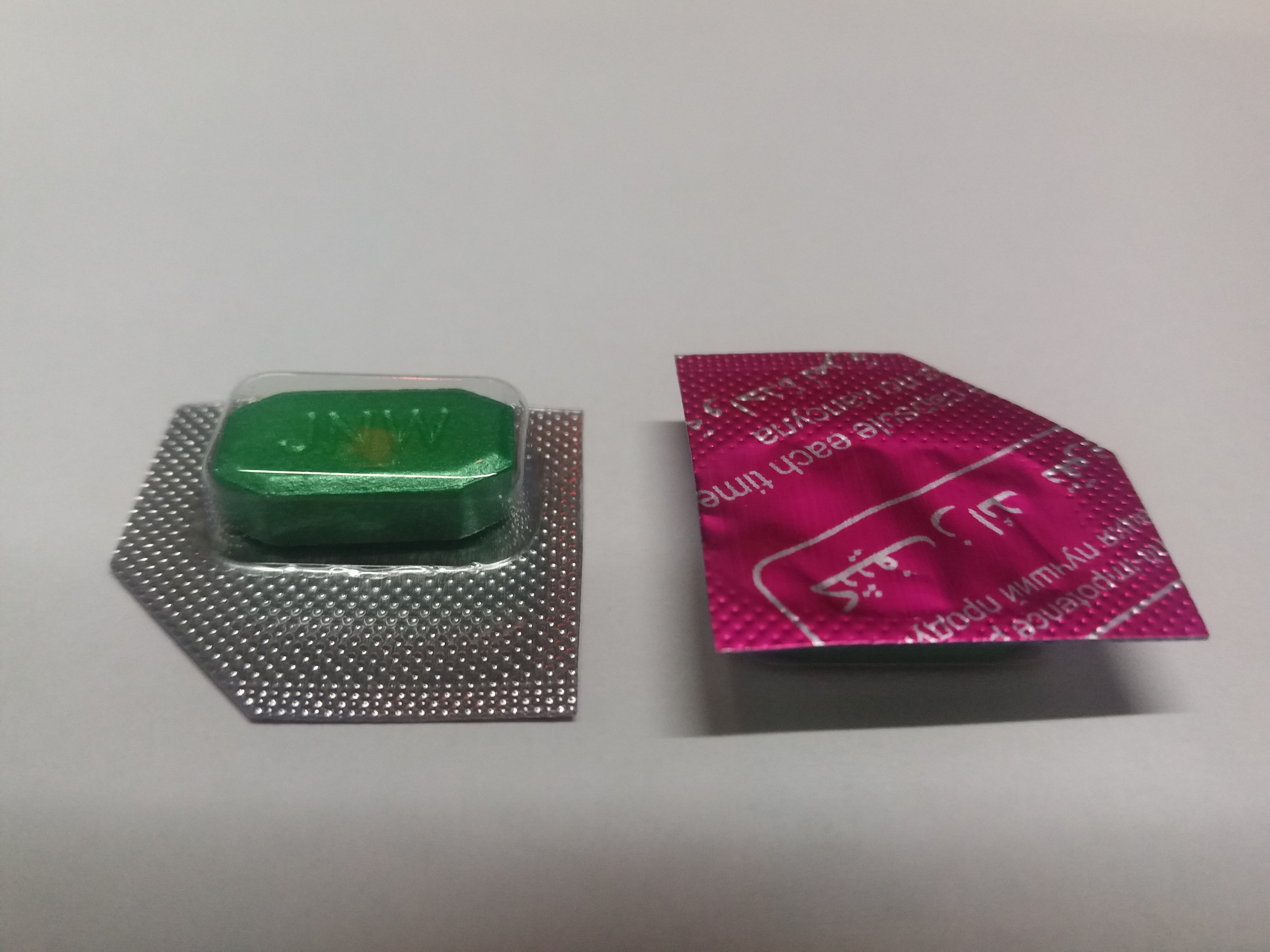
Hai viên thuốc cường dương Ngựa Thái

- Cantharidin: đây là thuốc được xem là kích dục từ thời cổ, đến nay thì không ai dùng nữa vì quá độc. Nếu uống sẽ gây kích thích bàng quang làm mót phải đi tiểu, đặc biệt gây kích thích ở niệu đạo sẽ làm cương cứng dương vật. Thuốc rất độc, chỉ cần liều nhỏ cũng gây độc, mà có nhiều trường hợp bị ngộ độc đã xảy ra và từ lâu cantharidin không còn chính thức hoặc không chính thức được dùng uống làm thuốc kích dục nữa.
- Yohimbin: là hoạt chất có công thức hóa học gần giống như reserpin (thuốc trị tăng huyết áp) nhưng có tác dụng hoàn toàn khác. Yohimbin được dùng điều trị chứng táo bón do mất trương lực, trị hạ huyết áp tư thế đứng. Về tác dụng trị bất lực, tức xem như thuốc kích dục thì không có sự thống nhất hoàn toàn. Mỹ thì xem tác dụng trị bất lực của Yohimbin rất hạn chế nhưng ở Pháp có sản xuất Yohimbine houde loại viên dùng để uống với chỉ định trị bệnh bất lực của nam giới.
- Papaverin: là hoạt chất được trích từ nhựa thuốc phiện, có tác dụng làm giảm trương lực, chống lại sự co thắt của cơ trơn. Thông thường, paparevin được dùng làm thuốc giãn cơ trơn mạch máu trong bệnh tăng huyết áp, giãn cơ trơn khí quản trong bệnh hen suyễn, trấn an các cơn đau do co thắt ở dạ dày, ruột, viêm túi mật. Do có tác dụng làm giãn cơ trơn mà paparevin còn được sử dụng tiêm ngay vào thể hang của dương vật để giúp cho sự "cương". Có thể xem paparevin là thuốc tác động đến yếu tố tuần hoàn mạch máu và chỉ đơn thuần giúp cho sự cương mà chẳng cần đến sự kích thích về mặt sắc dục. Thuốc còn có thể gây tác hại là do có nguy cơ gây sự cương đau kéo dài (priapism) và xơ hóa thể hang của dương vật.
- Testosteron: đây là nội tiết tố (hormone) sinh dục nam. Thuốc này được sử dụng khi có sự chẩn đoán xác định được nguyên nhân bất lực là do yếu tố nội tiết, có sự giảm chức năng tuyến sinh dục nam. Các thuốc này được tiêm bắp, mỗi tháng chỉ tiêm 1 lần và có thể phải điều trị trong nhiều tháng. Cũng có loại testosteron dùng để uống như andriol. Nên lưu ý, vì là thuốc có nguồn gốc nội tiết tố sinh dục nên chỉ sử dụng khi có sự thăm khám và chỉ định, theo dõi của bác sĩ.
- Nhóm thuốc ức chế PDE-5 giãn mạch trị rối loạn cương (RLC): Đây là nhóm thuốc mới dùng trong thời gian gần đây. Sildenafil (viagra), vardenafil (levitra) và tadalfafil (cialis) thuộc nhóm này. Cơ chế của thuốc này là làm cho bộ phận sinh dục nam cương vì làm cho mạch máu lớn dãn ra, máu tưới nhiều vào đó. Có khá nhiều người lầm tưởng nhóm thuốc này thuộc loại kích dục. Thật ra thuốc trị rối loạn cường dương là thuốc chữa bệnh và phải dùng với sự thận trọng tối đa. Thuốc loại này không nên dùng ở người đang bị bệnh tim mạch và đang dùng thuốc nitrat trị bệnh mạch vành.

## Thuốc cường dương trong Đông Y
Theo y học cổ truyền, các chứng suy nhược sinh dục liên quan đến sức khoẻ toàn thân, đặc biệt là 2 tạng Tỳ, Thận. Do tiên thiên bất túc,  do tuổi tác, do lao lực hoặc do tình dục phóng túng. Ăn uống và vận động hợp lý là những yếu tố rất quan trọng để bảo đảm được năng lực tính dục hoàn hảo. Đi bộ mỗi ngày 2 dặm có thể ngăn chận chứng bất lực. Một số biện pháp bổ sung khác như: Ngồi thiền, tập thở, Tập Yoga...
Đông y cũng có nhiều vị thuốc tự nhiên có tác dụng  nâng cao hoặc kéo dài khả năng cương như dâm dương hoắc, nhục thung dung, lộc nhung, hải mã, chim sẻ, nhân sâm, hoàng kỳ, ngũ vị tử, đinh lăng...